# Orlinci
Orlinci (bułg. Орлинци) – wieś w Bułgarii, w obwodzie Burgas, w gminie Sredec. W 2023 roku liczyła 409 mieszkańców.